# Trzmiel ogrodowy
Trzmiel ogrodowy (Bombus hortorum) – owad z rodziny pszczołowatych.

## Wygląd

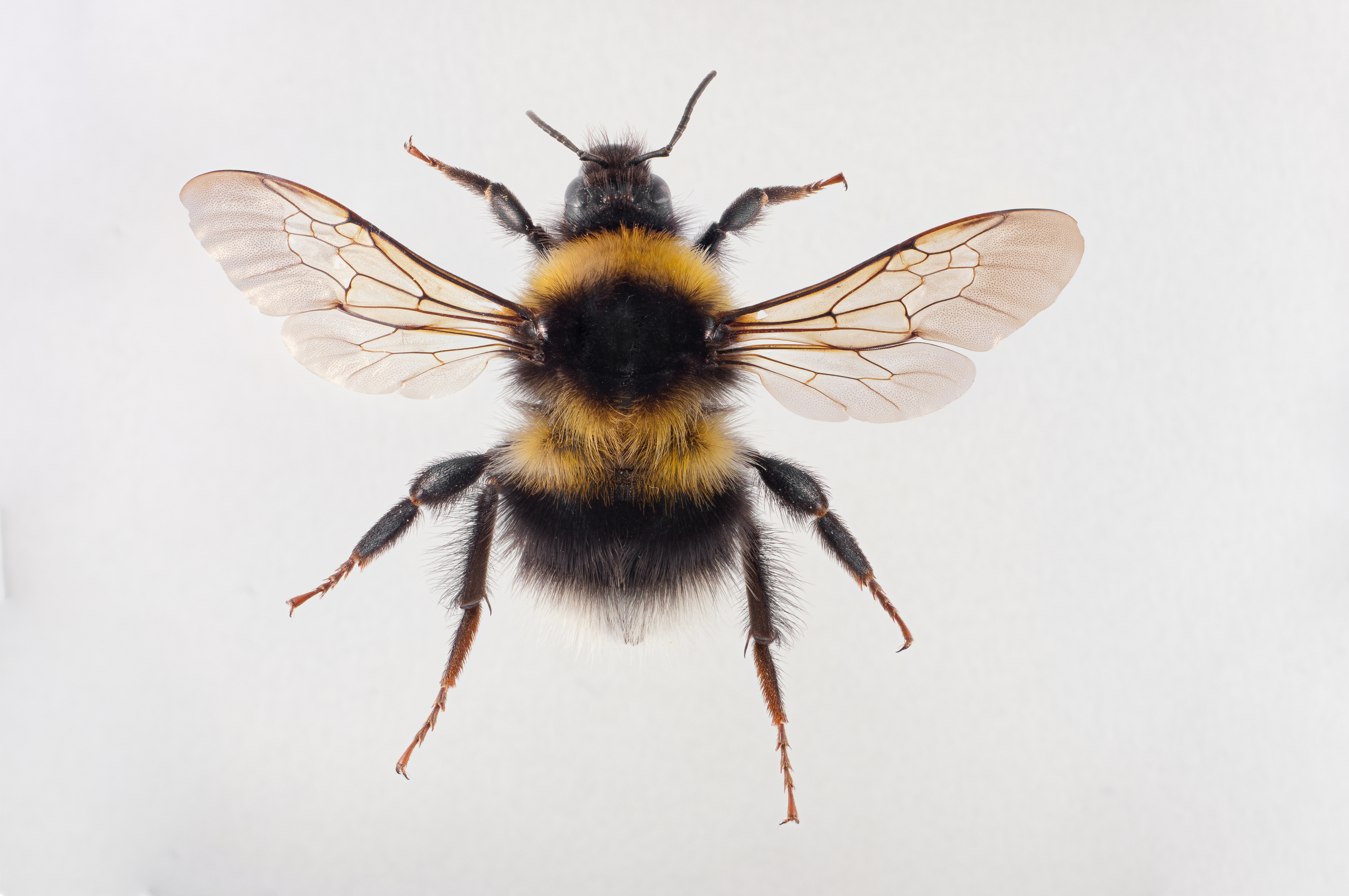
Wierzchnia część owada

Długość ciała 12–22 mm (królowe są przeciętnie większe od samców i robotnic). U obu płci z przodu i z tyłu tułowia występują żółte przepaski. Na pierwszym lub pierwszym i drugim tergicie odwłoka również znajduje się żółta przepaska, a jego zakończenie jest białe. Jego futerko jest nierównej długości (w przeciwieństwie do futerka bardzo podobnego Bombus ruderatus, które jest jak gdyby równo przystrzyżone).

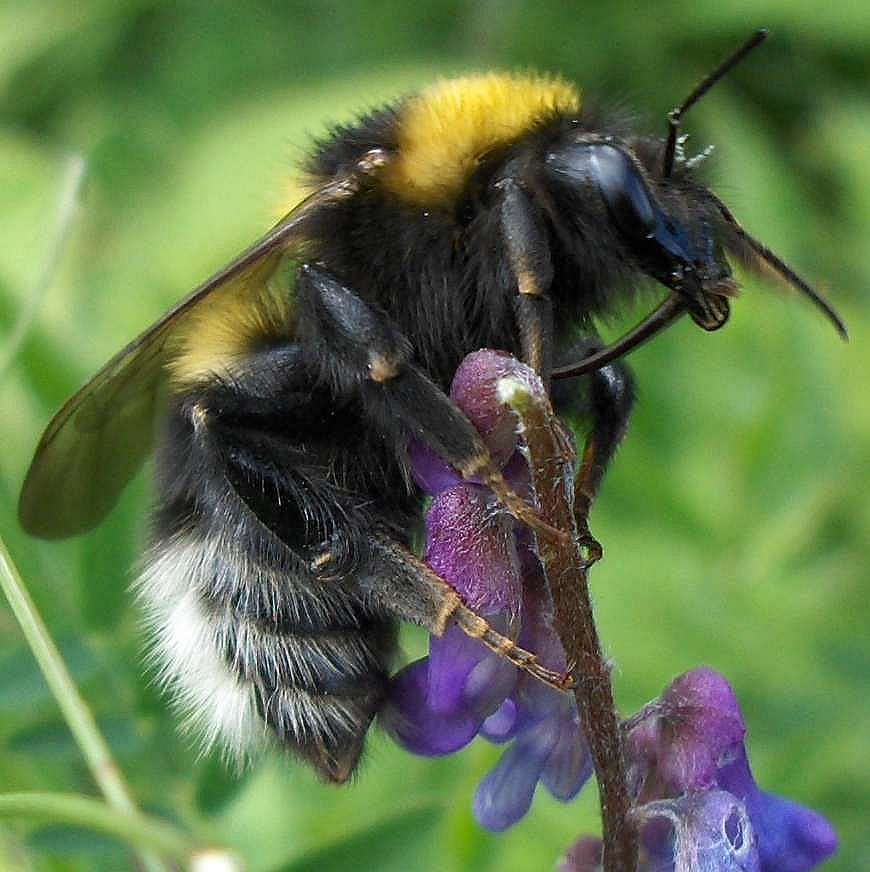

## Występowanie
Żyje w większej części Europy i w Azji.

## Ochrona w Polsce
Trzmiel ogrodowy jak i pozostałe trzmiele w Polsce podlega częściowej ochronie gatunkowej.